# 波折棋
波折棋（Unlur），是由Jorge Gómez Arrausi在2002年推出的兩人棋類，為六貫棋變體。

黑方獲勝。

## 棋具
- 通常採用10*10*10的六角型棋盤。
- 棋子以黑白區分敵我。

## 規則
- 每方輪流下一黑子在空棋位處，直到一方決定改執黑，另一方就執白。

- 角落格的棋子被視為連接兩鄰邊。

- 白方連結兩對邊方獲勝；黑方連接三個不相鄰邊的底邊獲勝。[1]。

## 外部連結
- 遊戲介紹 （页面存档备份，存于）